# Vacsai járás

A Vacsai járás a Nyizsnyij Novgorod-i területen

A Vacsai járás (oroszul Вачский район) Oroszország egyik járása a Nyizsnyij Novgorod-i területen. Székhelye Vacsa.

## Népesség
- 1989-ben 29 198 lakosa volt.
- 2002-ben 23 349 lakosa volt, melynek 98%-a orosz.
- 2010-ben 19 979 lakosa volt, melynek 99%-a orosz.